# Saint-Jean-Froidmentel
Saint-Jean-Froidmentel é uma comuna francesa na região administrativa do Centro, no departamento Loir-et-Cher. Estende-se por uma área de 17,5 km². Em 2010 a comuna tinha 561 habitantes (densidade: 32,1 hab./km²).